# Huangni He (vattendrag i Kina, Heilongjiang, lat 44,93, long 128,54)
Huangni He (kinesiska: 黄泥河) är ett vattendrag i Kina. Det ligger i provinsen Heilongjiang, i den nordöstra delen av landet, omkring 180 kilometer sydost om provinshuvudstaden Harbin.
Genomsnittlig årsnederbörd är 933 millimeter. Den regnigaste månaden är juli, med i genomsnitt 190 mm nederbörd, och den torraste är januari, med 9 mm nederbörd.